# Stella (film, 1950)
Pour les articles homonymes, voir Stella.
Pour plus de détails, voir Fiche technique et Distribution.
Stella (Stella) est une comédie américaine réalisée par Claude Binyon et sortie en 1950, avec Ann Sheridan, Victor Mature, Leif Erickson, David Wayne et Randy Stuart dans les rôles principaux.

## Synopsis
L'oncle Joe vient de mourir accidentellement. Carl (David Wayne), son cousin, décide de cacher le corps par peur d'être suspecté. Mais la famille de la victime découvre que l'oncle avait souscrit une importante assurance-vie et qu'il est donc important de trouver un nouveau corps afin d'en bénéficier.

## Fiche technique
- Titre : Stella
- Titre original : Stella
- Réalisation : Claude Binyon
- Assistant réalisateur : Ad Schaumer
- Scénario : Claude Binyon d'après le roman Family Skeletons de Doris Miles Disney
- Musique : Cyril J. Mockridge
- Photographie : Joseph MacDonald
- Montage : Harmon Jones
- Direction artistique : Mark-Lee Kirk (en) et Lyle R. Wheeler
- Décors : Thomas Little et Paul S. Fox
- Costumes : Edward Stevenson
- Production : Sol C. Siegel
- Société de production et de distribution : 20th Century Fox
- Pays d'origine : États-Unis
- Langue : anglais
- Genre : Comédie
- Durée : 83 minutes
- Dates de sortie :
  - États-Unis : 20 juillet 1950
  - France : 1951

## Distribution
- Ann Sheridan : Stella Bevans
- Victor Mature : Jeff DeMarco
- Leif Erickson : Fred Anderson Jr.
- David Wayne : Carl Granger
- Randy Stuart : Claire
- Marion Marshall (en) : Mary
- Frank Fontaine (en) : Don
- Evelyn Varden : Flora
- Lea Penman : Mrs. Calhoun
- Joyce MacKenzie (en) : Peggy Denny
- Hobart Cavanaugh : Tim Gross
- Walter Baldwin
- Charles Halton
- Paul Harvey
- Larry Keating
- Chill Wills

## Autour du film
- Il s'agit d'une adaptation du roman Family Skeletons publié par la romancière américaine Doris Miles Disney en 1949. Ce livre a été traduit en France en 1950 dans la collection Série rouge sous le titre Un cadavre sur les bras.